# 中村守里
中村 守里（なかむら しゅり、2003年（平成15年）6月14日 - ）は、日本の女優、アイドル。太田プロダクション所属。元ラストアイドル一期生。

## 略歴
2016年
- 中学1年生（13才）の時に、ワタナベエンターテインメントの養成所に特待生として在籍中、公開スカウトオーディションで芸能事務所50社以上の争奪戦の末、太田プロダクションへ所属し、演技のレッスンを受け始める[2]。

2017年
- ドラマデザイン社主催「アクトレスインキュベーション（AI）」の6期生として女優の勉強をスタートさせる[3]。
- 7月、舞台「清らかな水のように～私たちの1945～」にて14才で女優デビュー[4]。翌月には舞台「ガールズ・プリズン・オペラ」と2ヶ月続けて舞台に出演し女優としての基盤を作る。
- 11月、活動の幅を広げるために秋元康が企画するテレビ朝日「ラストアイドル」の正式メンバーへの挑戦バトルに参戦。結果敗れるが、ラストアイドルファミリーの派生ユニット「Love Cocchi（ラブコッチ）」のメンバーとして2017年12月20日にデビュー（2020年12月31日をもってグループとしての活動から卒業）。

2018年
- 9月、映画「書くが、まま」（監督:上村奈帆）で、映画初出演・初主演。映画の祭典「MOOSIC LAB 2018」にて最年少15才で最優秀女優賞を受賞[5]。

## 人物
- ふたご座。兄が2人いる[6][7][注 1]。
- 小学校3年生の時に父親を亡くし、「家族のために自分にもなにかできないか。子どもでも働けることはないか。」と考えた結果、芸能活動を始めた[2]。
- 特技は、7歳から始めた新体操、8歳から始めたクラシックバレエ。その他、水泳、ピアノなどを習っていた。新体操では小学校6年生の時に全国大会に出場した[2]。
- 当時はアイドルにあまり興味がなく、「自分には向いていないだろう」と思っていた[2]。
- 昔は人見知りだったが、握手会を通じて人と接するなかで徐々に慣れてきた[2]。
- 歌に苦手意識が強かったためステージではうつむいていたが、自分でボイストレーニングに通い始めることで、ファンの目を見て歌えるようになった[2]。
- 「湯を沸かすほどの熱い愛」や「ヒミズ」のような、少し陰のある映画作品が好き[2]。
- 目指す（好きな）女優は、黒島結菜、杉咲花[7]。
- 趣味は、ダンス、お菓子作り、雑貨屋さん巡り[7]。
- 寒いよりは暑い方が好き[8]。
- 好きな色は、白・黒・ピンク・ラベンダーを挙げている。

## 作品

### シングル
ラストアイドル
- 青春トレイン（2019年9月11日）
- 大人サバイバー（2019年4月17日）
- 好きで好きでしょうがない（2018年8月1日）

LoveCocchi (ラブコッチ)
- 振り向きたくなる（2019年9月11日）
- なんだかんだでスタート（2018年12月5日）
- いつかキスするその日が来ても（2018年10月24日）
- LoveDocchi（2018年10月24日）
- 青春シンフォニー（2018年4月18日）
- 失恋乾杯（2017年12月20日）

週プレ選抜
- 期待値0（2020年4月15日）[9]

まっしゅりん。(中村守里、山田まひろ)
- ほっといて（2018年8月1日）

## 出演

### 舞台
- 清らかな水のように～私たちの1945～（2017年7月、中野劇場HOPE） - 演出:山本和夫
- ガールズ・プリズン・オペラ（2017年8月、八幡山ワーサルシアター） - 演出:山本和夫
- アルプススタンドのはしの方（2019年6月5日 - 16日、浅草九劇） - 宮下恵 役、演出：奥村徹也（劇団献身）
- LOCK DOWN（2020年8月、新宿村LIVE） - 演出:岡本貴也[10]
- フラガール’23（2023年10月5日 - 15日、赤坂RED THEATER） - メインキャスト[11]

### 映画
- 書くが、まま（2018年、監督:上村奈帆） - 主演：松木ひなの 役[12]
- アルプススタンドのはしの方（2020年、監督:城定秀夫） - 宮下恵 役[13][注 2]。
- DIVOC-12「YEN」（2021年、監督:山嵜晋平） - 冬美 役[14]
- 美しい彼〜special edit version〜（2023年、監督:酒井麻衣） - 倉田 役
- ヒッチハイク（2023年7月7日、監督:山田雅史） - 清水涼子 役[15]
- まなみ100%（2023年9月29日、監督:川北ゆめき） - 主演：まなみ 役（青木柚とのW主演）[16]
- 海鳴りがきこえる（2023年10月28日、監督:岩崎孝正） - 主演：理子奈 役[17]

### テレビ
- ラストアイドル ファーストシーズン（2017年、テレビ朝日）
- ラストアイドル セカンドシーズン（2018年、テレビ朝日）
- ラスアイ、よろしく！?ラストアイドル フォースシーズン（2018年、テレビ朝日）

### テレビドラマ
- べしゃり暮らし 第1話（2019年7月29日、テレビ朝日） - 女子高生 役
- 刑事7人 Season6 第4話（2020年8月26日、テレビ朝日） - 望月奈緒 役[18]
- 闇芝居（生）（2020年9月10日 - 11月26日、テレビ東京）[19]
- キワドい2人-K2- 池袋署刑事課 神崎・黒木 第4話（2020年10月2日、TBS） - 女子高生 役
- ナイルパーチの女子会 第2話・第3話・第6話（2021年2月6日・13日・3月6日、BSテレ東） - 小笠原圭子（高校生時代）役
- 超速パラヒーロー ガンディーン（2021年6月26日 - 7月10日、NHK総合） - 清名理央 役[20]
- 警視庁ゼロ係〜生活安全課なんでも相談室〜 第5シリーズ 第7話（2021年6月11日、テレビ朝日） - 牧野愛理 役
- 美しい彼（毎日放送・TBS） - 倉田 役
  - シーズン1 第1話 - 第3話（2021年11月19日 - 12月3日）[21]
  - シーズン2 最終話（2023年3月1日）
- 初情事まであと1時間 第11話（2022年6月11日、BS松竹東急） - 主人公 役
- ウルトラマンデッカー 第5話（2022年8月6日、テレビ東京） - ユウコ 役
- 女神の教室〜リーガル青春白書〜 第3話 8話（2023年1月23日、フジテレビ） - 白石杏奈 役[22]
- 大河ドラマ どうする家康 第10話 （2023年3月12日、NHK総合） - 美代 役[23]
- カメラ、はじめてもいいですか?（2023年7月3日 - 9月18日、BS松竹東急） - 毒島リン子 役[24]
- 万博の太陽（2024年3月24日、テレビ朝日）
- アイメイド・マーメイド（2024年8月4日 - 、テレビ神奈川） - 主演：海音 役[25]
- 連続テレビ小説 おむすび（2024年9月30日 - 、NHK総合） - 宮崎恵美 役[26]
- 今夜は…純烈 第3話（2025年3月19日、テレビ東京） - 田川夏帆 役[27]
- 特捜9 final season 第9話（2025年6月4日、テレビ朝日） - 工藤美月 役[28]

### ネット配信
- ラストアイドル in AbemaTV[29]
- 私は誰ですか？～太郎に何が起こったか～ - 内村亜里沙役 第1話～第5話、第9話、最終話（全10話）[30]
- オンライン朗読劇「葉桜と魔笛」（東京Lily）[31]
- 17.3 about a sex 第7話、第8話（2020年10月15、22日日、ABEMA） - 遠藤なるみ 役[32]
- そらぞら（2021年2月、LINE NEWS）全12話 - 今野そら 役[33]

### MV
- TRCNG「GAME CHANGER - YouTube」
- SWANKY DOGS「ワンダーライフ - YouTube」（映画「書くが、まま」主題歌）
- MindaRyn「Shine - YouTube」(TVアニメ『サクガン』エンディングテーマ)

### 雑誌
- girls（2018年7月号）
- BOMB（2018年6月号）
- ihme isuue4（2019年2月）

## 書籍

### 写真集
- 制服美少女情景図鑑（玄光社）